# José Nunes da Fonseca
José Nunes da Fonseca GOA · GOMM (Mafra, Portugal, 1961), General do exército português, é um militar português, antigo Chefe do Estado-Maior do Exército e atual Chefe do Estado-Maior-General das Forças Armadas.

## Carreira no exército
Começou a sua carreira quando ingressou na Academia Militar em 1979. Tirou o curso de Ciências Militares de Engenharia,  no qual foi "o melhor aluno", com 19 valores e 20 valores a educação-física e o mestrado em Engenharia Militar da Academia Militar, os cursos de Defesa NBQ e de Operações Irregulares, o Curso de Vias de Comunicação (Academia de Ingenieros, Espanha, 1990/91), o Curso de Estado-Maior e o Estágio de Estados-Maiores Conjuntos, o Curso de Operações de Apoio à Paz, o Curso de Sistema de Comando e Controlo SIACCON (Itália, 1997), o Curso de Planeamento Civil de Emergência e o NATO Senior Officers Policy Course (NATO School, 2012).
Foi Comandante de Companhia; na EPE (1992-93). Foi instrutor, Diretor de Curso e Comandante de Companhia; no Estado-Maior do Exército (1994-95), foi Adjunto da Divisão de Logística; no Gabinete do Chefe do Estado-Maior do Exército (1999-02), foi Adjunto para os Assuntos Gerais e Adjunto do General Chefe do Estado-Maior do Exército; na EPE (2002-04), foi Diretor de Estudos e Instrução e 2.º Comandante; no Gabinete do Chefe do Estado-Maior do Exército (2004-05), foi Adjunto do General Chefe do Estado-Maior do Exército. Como Coronel, foi Comandante da EPE (2005-07), Chefe do Gabinete do General Comandante da Logística do Exército (2007-09) e frequentou o Curso de Promoção a Oficial General (2009/2010).

## Missões Estrangeiras
No estrangeiro, serviu na EUROFOR (Florença/Itália, 1995-99), como Adjunto da Secção de Operações e Logística e Chefe da Secção de Procedimentos Operacionais da Repartição de Operações; e no NATO Allied Force Command (Madrid/Espanha, 2010-13), como Brigadeiro-General, no desempenho das funções de Diretor do Joint Logistics Support Group.
Cumpriu duas comissões em operações NATO: a primeira na SFOR (Força de Estabilização NATO), na Bósnia e Herzegovina, em 1998/99, como Oficial de Operações no Quartel-General da Divisão Multinacional Sudeste, e a segunda na KFOR (Força NATO no Kosovo), no 1.º semestre de 2011, como General Comandante da Força Logística (Joint Logistics Support Group) desta operação.

## Condecorações
Da sua folha de serviços constam 23 louvores nacionais e 3 de entidades estrangeiras, sendo 1 de Ministro, 2 de General CEMGFA, 5 de General CEME e 15 de outros oficiais generais. Foi agraciado com a Ordem Militar de Avis nos graus de Grande Oficial (2014) e Oficial (2002); e condecorado com 5 medalhas de Serviços Distintos (Prata, 1999, 2001, 2005, 2007 e 2013), 1 medalha de Ouro de Serviços Distintos de Segurança Pública (2017), as medalhas de Mérito Militar (1.ª, 2.ª e 3.ª classes), a medalha D. Afonso Henriques (1.ª classe, 2013) e as medalhas de Comportamento Exemplar (Ouro e Prata). É também condecorado com as Medalhas Comemorativas de Comissões de Serviços Especiais “Itália 1995-1996", “Itália 1996-1999", “Bósnia 1998-1999", “Kosovo 2011" e “Espanha 2010-2013"; e com condecorações estrangeiras, Cruz de Prata da Ordem de Mérito da Guardia Civil (Espanha, 2016), Medalha Marechal Hermes (Brasil, 2004), EUROFOR (2003), OTAN/SFOR (2000), Comemorativa Francesa (Bósnia e Herzegovina, 1998-1999), OTAN/Operação nos Balcãs (2011) e Cruz Comemorativa para a Missão Militar de Paz no Kosovo (Itália, 2011).
Em maio de 2022, foi admitido pelo presidente brasileiro Jair Bolsonaro à Ordem do Mérito Militar no grau de Grande-Oficial especial.